# Герб Собрала-де-Монте-Аграсу
Ге́рб Собра́ла-де-Мо́нте-Агра́су — офіційний символ містечка Собрал-де-Монте-Аграсу, Португалія. Використовується як територіальний герб. У срібному щиті зелене дерево, що росте на зеленій горі, промальованій чорним. У чорній облямівці одинадцять срібних веж із червоними вікнами і брамами. Щит увінчує срібна мурована містечкова корона з чотирма вежами.  Під щитом біла стрічка, на якій великими літерами напис португальською: «Sobral de Monte Agraço» (Собрал-де-Монте-Аграсу).  Офіційно затверджений 13 лютого 1985 року.  

## Галерея

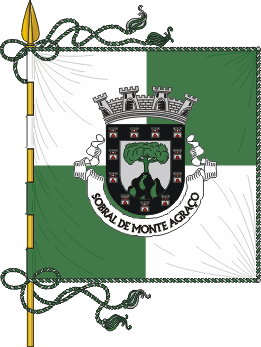
Прапор